# Robert Tinning
Robert Tinning (anglès: Robert Noel Patrick Tinning)  (Sydney, 25 de desembre de 1925 - valor desconegut, 19 de maig de 2001) fou un remer australià que va competir durant les dècades de 1940 i 1950.
El 1952 va prendre part en els Jocs Olímpics d'Estiu de Hèlsinki, on guanyà la medalla de bronze en la prova del vuit amb timoner del programa de rem.
En el seu palmarès també destaca una medalla d'or als Jocs de l'Imperi Britànic de 1950.